# جوش بيرك
جوش بيرك (بالإنجليزية: Josh Berk)‏ هو كاتب للأطفال وكاتب أمريكي، ولد في 1976 في بيت لحم في الولايات المتحدة.